# 陶朱隱園
陶朱隱園（英語：Tao Zhu Yin Yuan，別稱 ）  是位於臺灣臺北市信義計畫區的豪宅大樓，位在松勇路及松高路口，土地面積約為2468坪，由威京集團的中華工程與亞太工商聯合建，建築師為比利時籍的文森·卡利博。該建築樓高93.2公尺，地上樓層21樓，地下樓層4樓，總樓地板面積為12,962坪，於2018年第三季竣工，第一戶的正式交易日期為次年7月3日。
建築外觀特殊，屬於少有的旋轉建築，每層樓旋轉4.5度，頂樓設有直升機停機坪，內部則共有七部電梯，其中一部可承載超跑或救護車；其中每戶約三百坪，訴求垂直森林建築，種植超過 2.3 萬顆的喬灌木，裡面甚至還有叢林水瀑布，陽台部分的面積超過五十坪。2018年即完工取得使用執照，直到2019年出現首筆交易，由相關企業公司承耀公司買下7樓戶。過去一兩年實品屋完工後一直沒開放賞屋，市場傳出陶朱隱園價格太高乾脆封盤不賣。

## 軼事
- 2023年7月15日，有網友在臉書社團“信義區三兩事”發文分享，發現陶朱隱園在谷歌地圖上，已經變成旅遊打卡景點，並被命名為信義哥吉拉，貼文曝光後，笑翻不少網友，更有PTT網友在用谷歌地圖找餐廳時，看到陶朱隱園，點進去看相片，認為晚上點燈的陶朱隱園還真的有點像哥吉拉[4]。

## 多媒體

### 圖庫

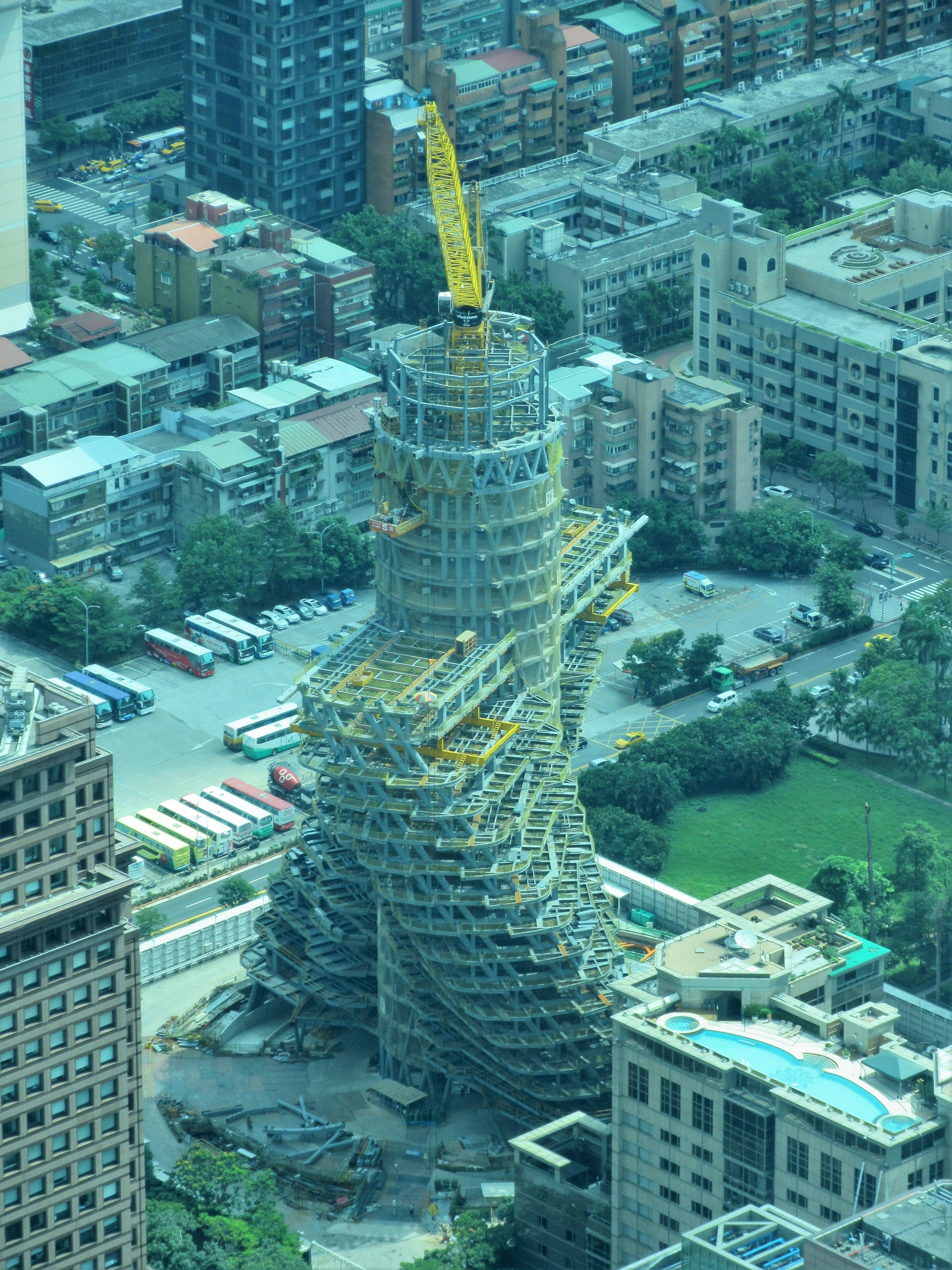
2016年8月的進度
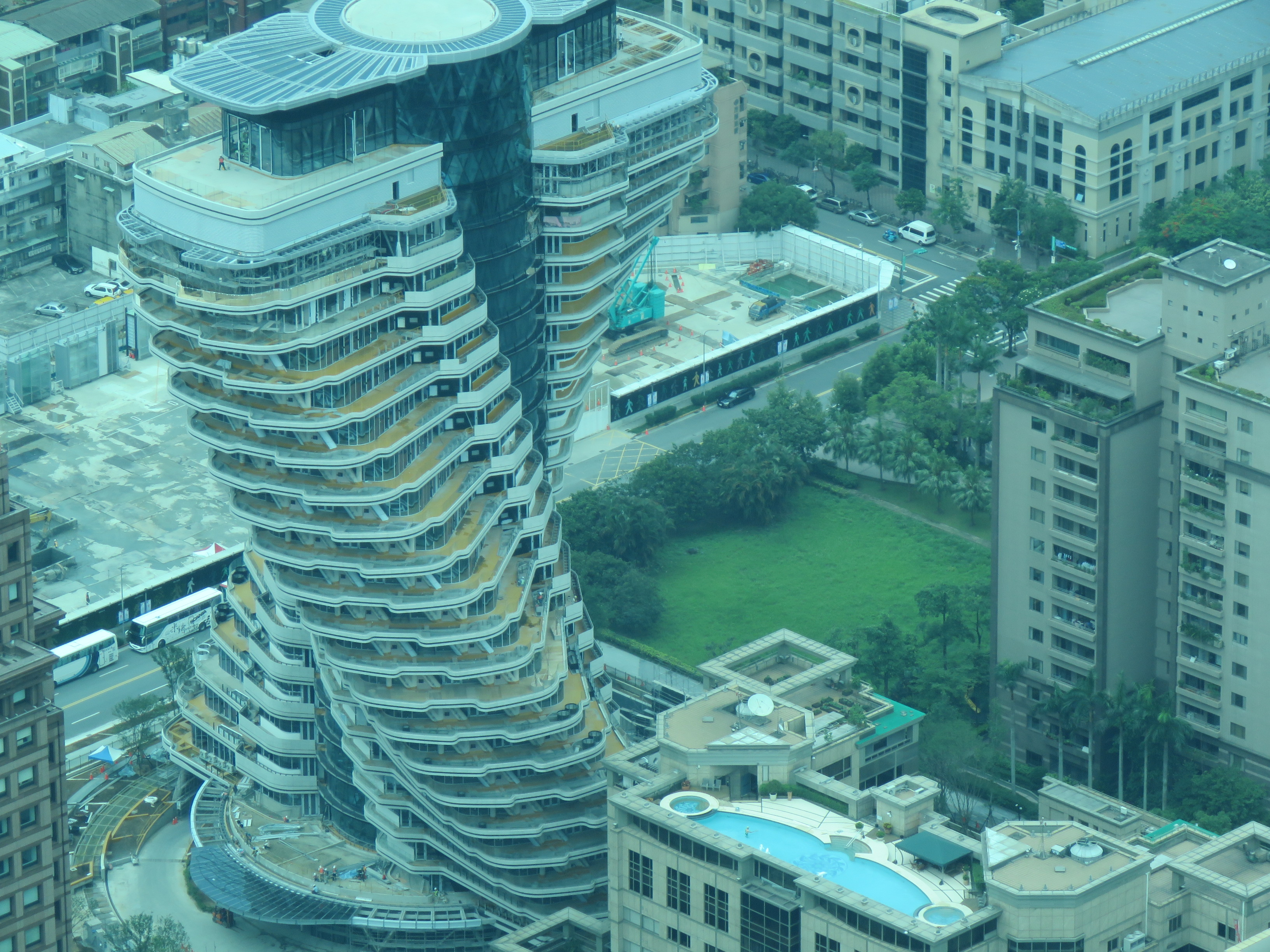
2017年1月的進度
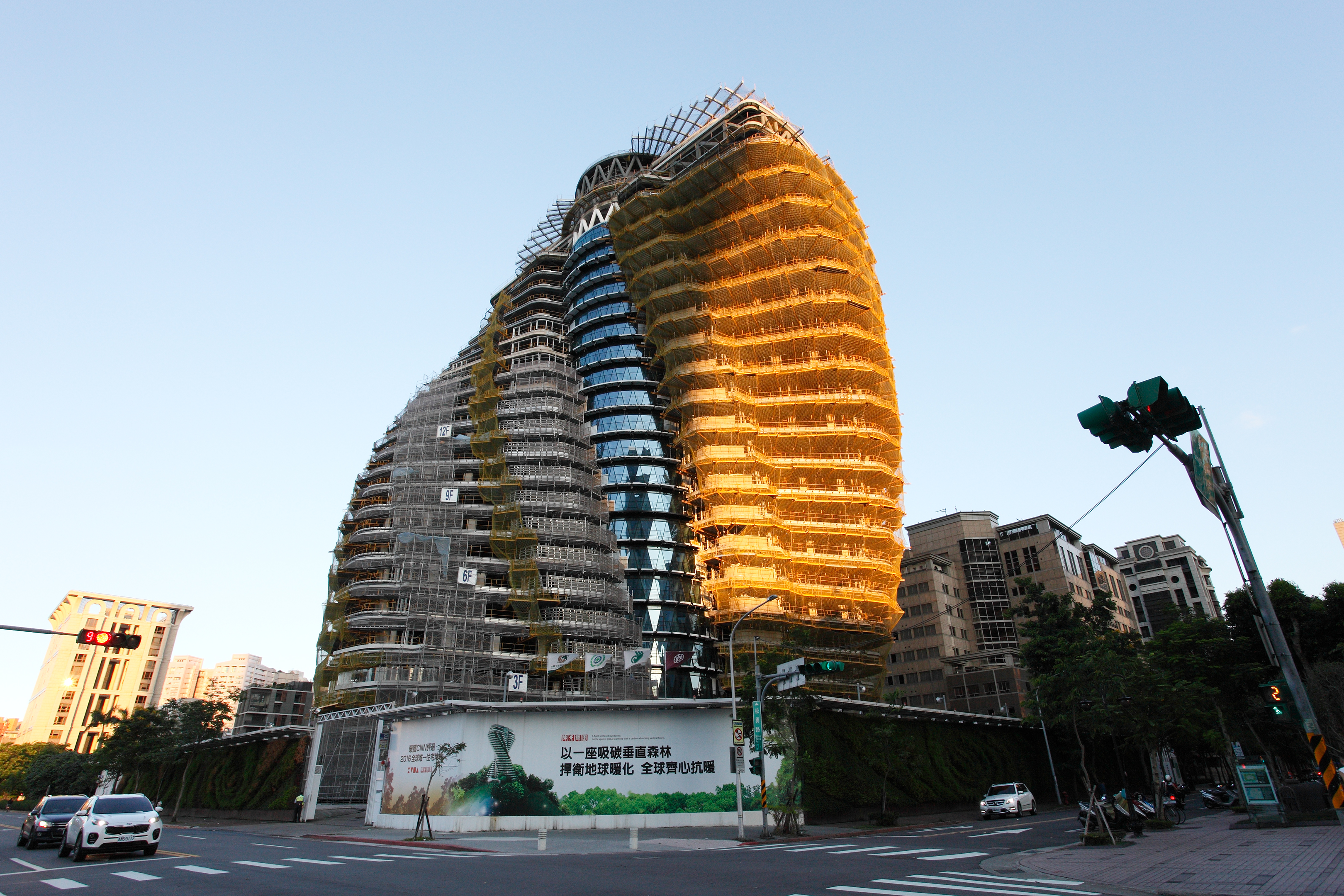
2017年7月的進度
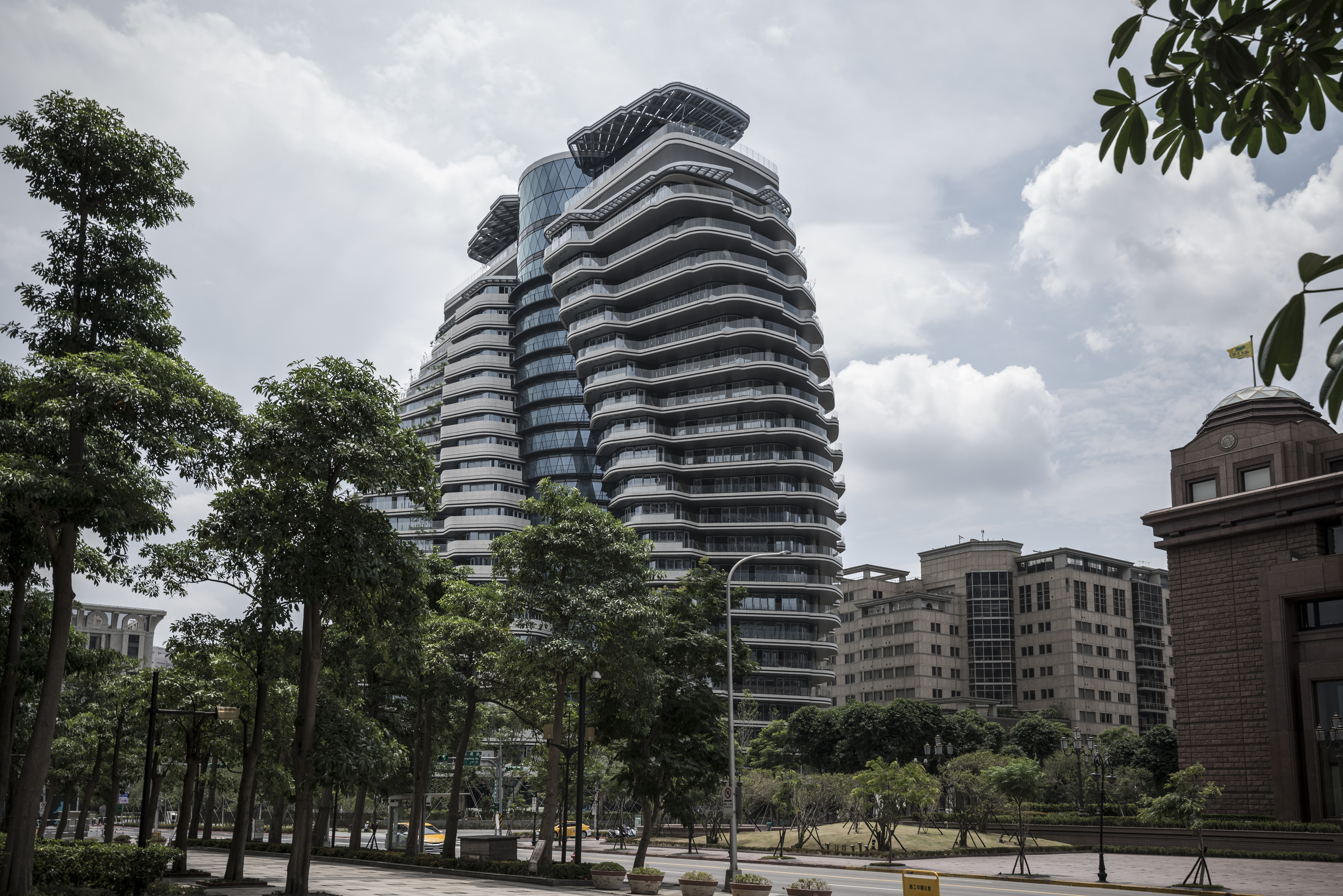
2018年8月的進度

## 外部連結
- Discovery－陶朱隱園 （页面存档备份，存于）（繁體中文）
- 陶朱隱園網站 （页面存档备份，存于）（繁體中文）
- 陶朱隱園網站 （页面存档备份，存于）（简体中文）
- 陶朱隱園網站 （页面存档备份，存于）（英文）